# Petrobras
Petróleo Brasileiro ili Petrobras je poluprivatna brazilska multinacionalna energetska korporacija sa sjedištem u Rio de Janeiru. To je najveća tvrtka u južnoj hemisferi.
Petrobras je osnovan 1953. Iako je tvrtka prestala biti brazilski monopolist u naftnoj industriji 1997. godine, ona i dalje ostaje značajan proizvođač nafte, s proizvodnjom od više od 2 milijuna barela (320.000 m3) ekvivalentne nafte dnevno, kao i glavni distributer naftnih derivata. Tvrtka također posjeduje rafinerija nafte i tankere. Petrobras je svjetski lider u razvoju naprednih tehnologija za eksplotaciju nafte iz dubokih voda.
Petrobras kontrolira značajne zalihe nafte i energetske imovine u 18 zemalja u Africi, Sjevernoj Americi, Južnoj Americi, Europi i Aziji. S tim dobrima kao i onima u Brazilu korporaciji daje ukupnu aktivu od 133,5 milijarde dolara (2008.). 
Prema Forbes-u, u travnja 2011., Petrobras je bio osma po veličini tvrtka u svijetu.

## Vanjske poveznice
Službene stranice